# TCL Chinese Theatre
Il TCL Chinese Theatre è un cinema di Hollywood, distretto di Los Angeles. Si trova lungo la famosa Hollywood Walk of Fame. Precedentemente noto come Grauman's Chinese Theatre e Mann's Chinese Theatre, il nome attuale è divenuto ufficiale nel gennaio del 2013, dopo che la TCL Corporation ha acquistato i diritti sul nome. 

## Storia
Fu commissionato dall'imprenditore Sid Grauman in seguito al successo del vicino Egyptian Theatre. Costruito in circa 18 mesi a partire dal gennaio 1926, venne inaugurato il 18 maggio 1927 in occasione dell'anteprima del film  Il re dei re. Da allora è stato sede di numerose anteprime e di tre cerimonie degli Academy Awards, svoltesi nel 1944, 1945 e 1946.
Tra le caratteristiche più peculiari del teatro vi sono i blocchi di cemento fissati nel piazzale, che recano le firme, le impronte delle mani e dei piedi di personaggi popolari del mondo dello spettacolo dal 1920 a oggi.

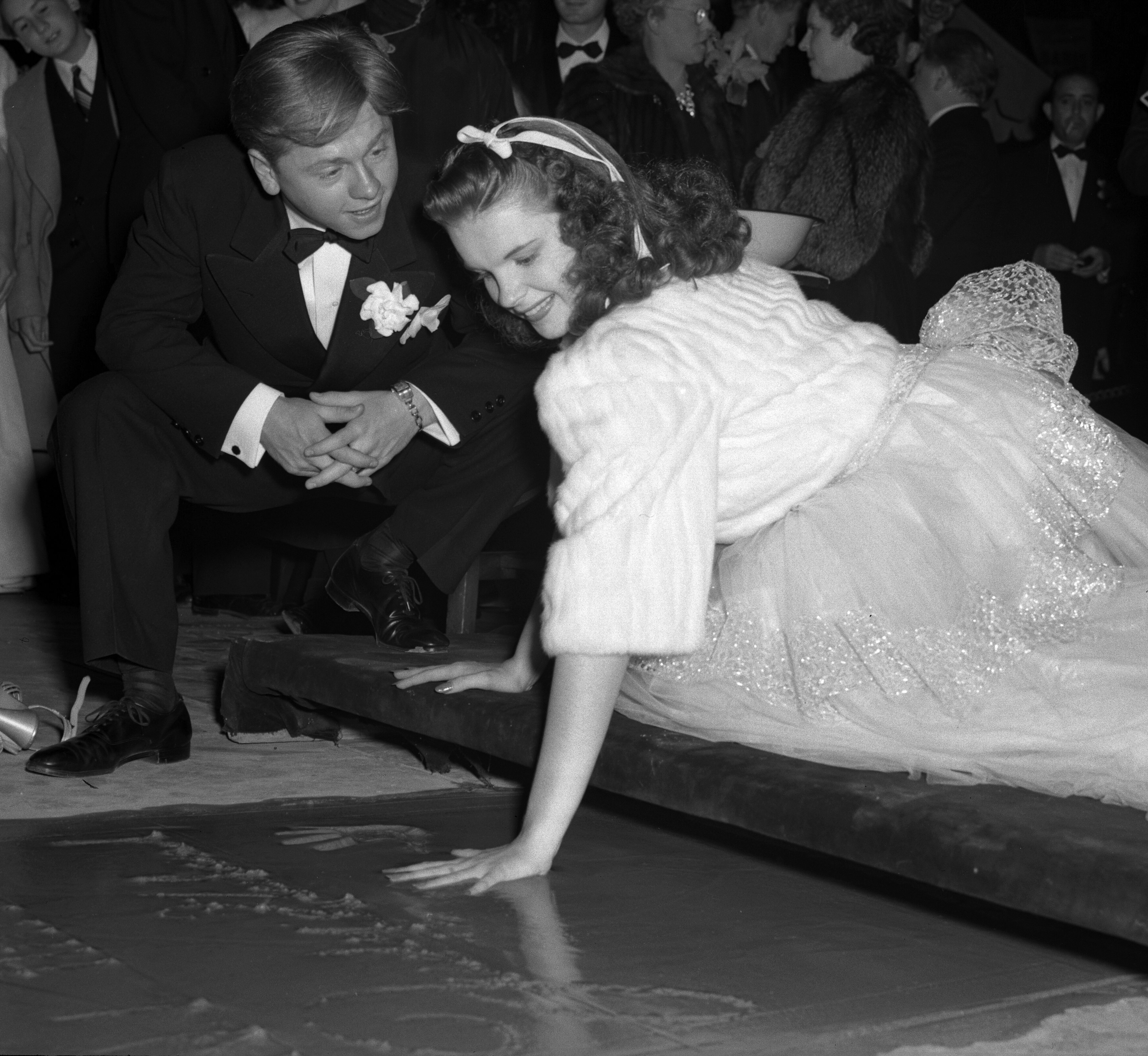
Mickey Rooney e Judy Garland alla première di Piccoli attori nel 1939
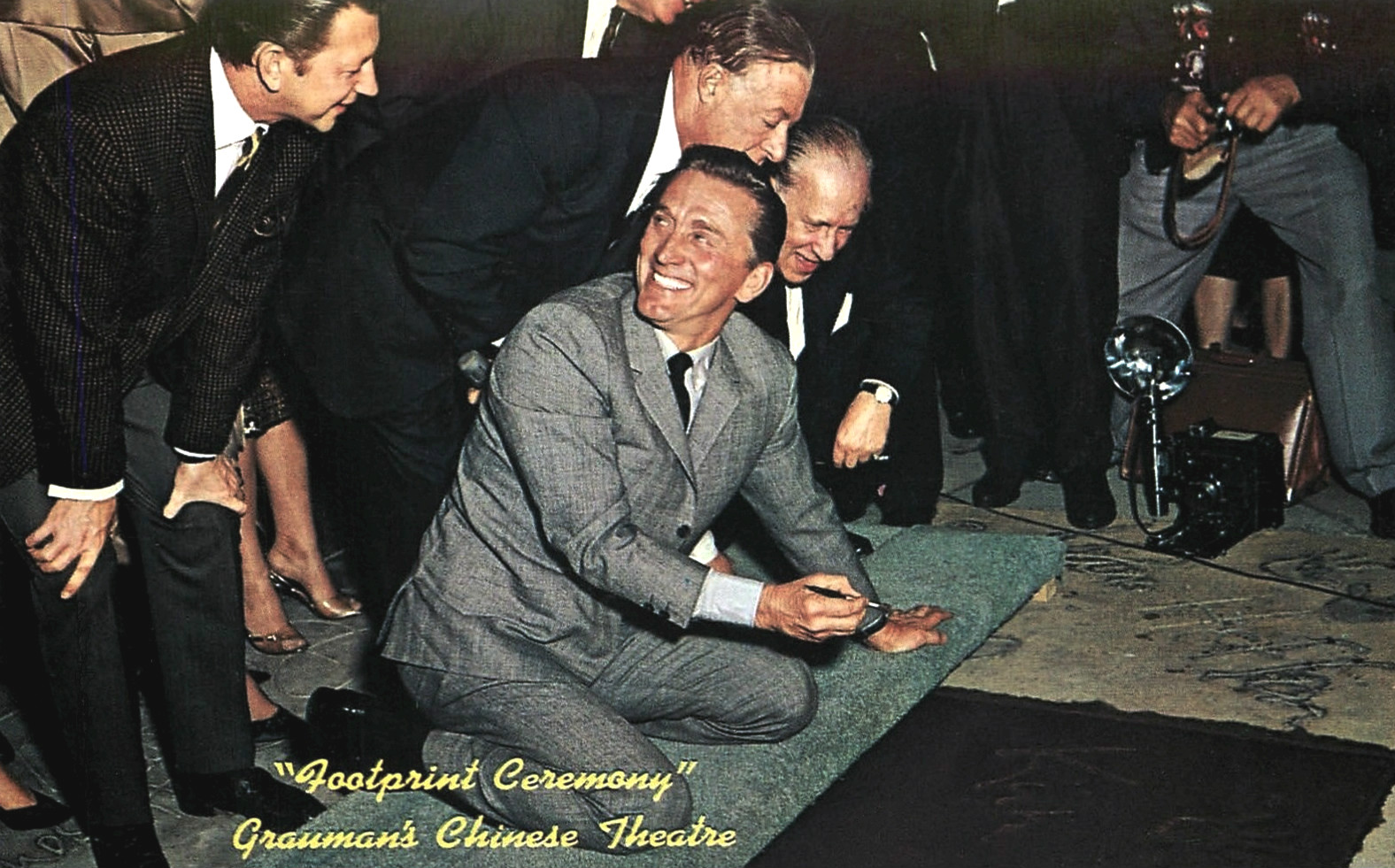
Kirk Douglas nel 1962
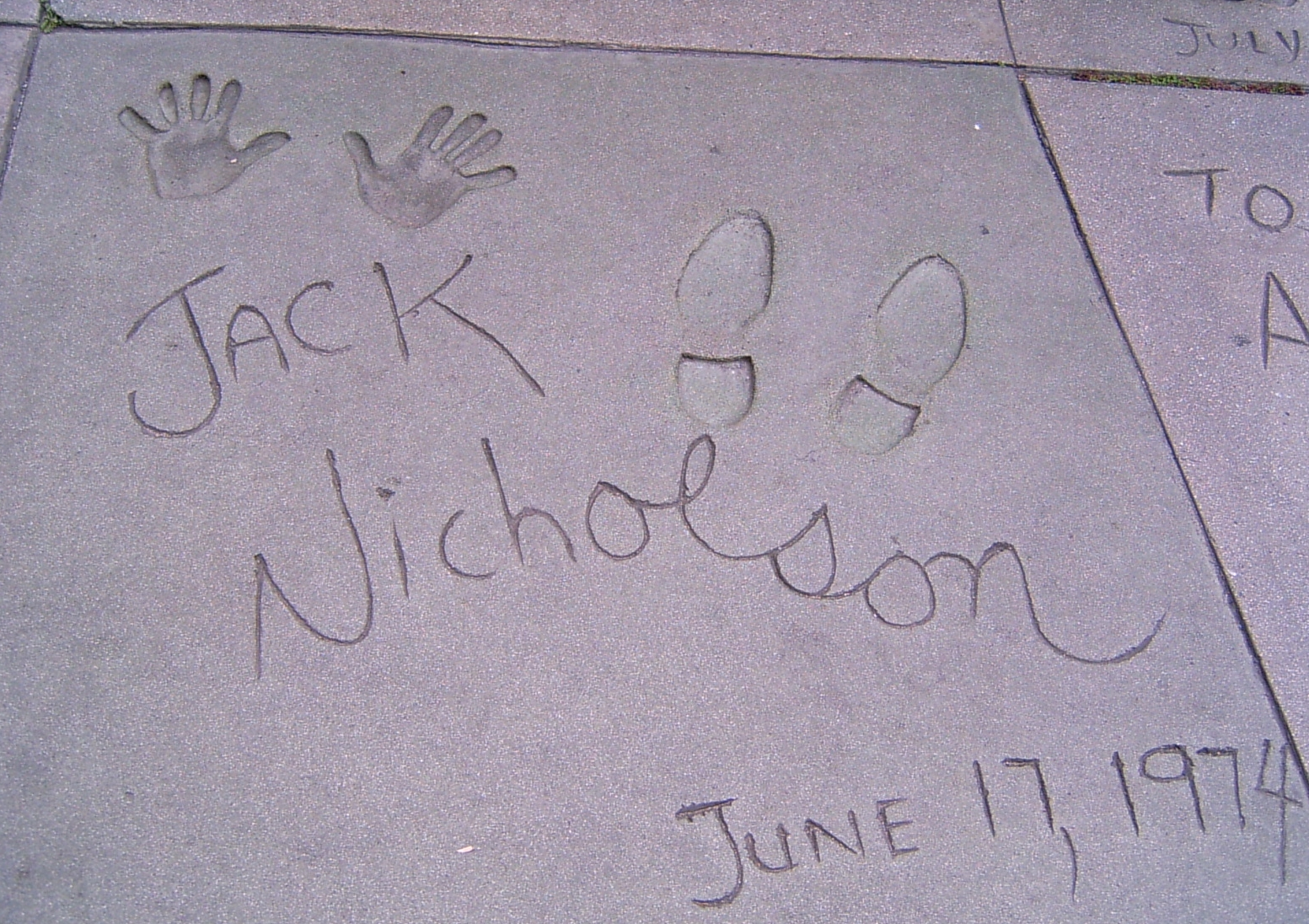
Impronte di Jack Nicholson del 1974
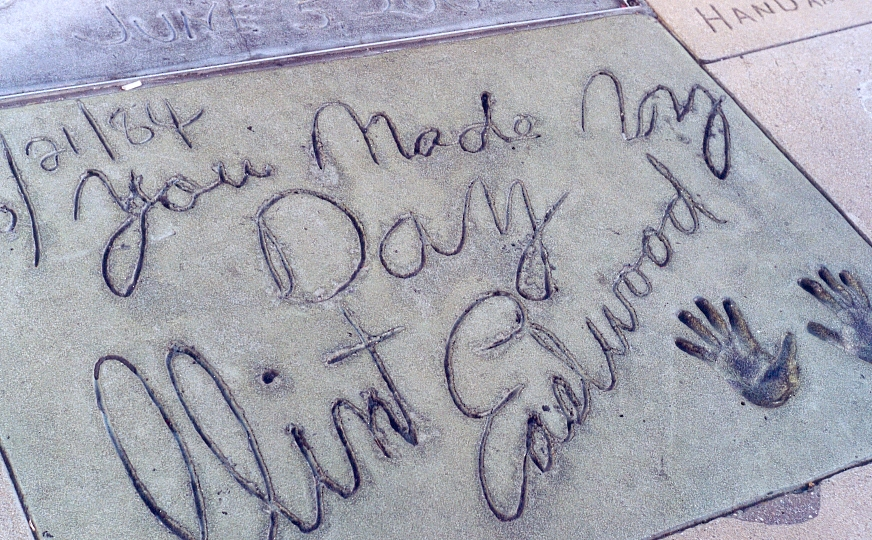
Impronte di Clint Eastwood del 1984
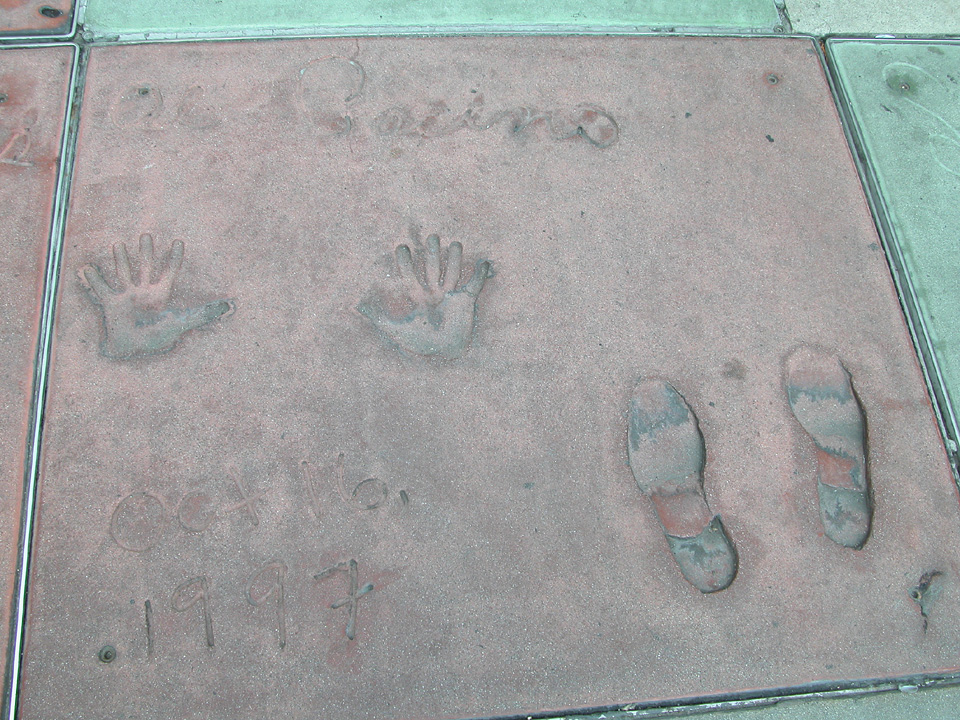
Impronte di Al Pacino del 1997
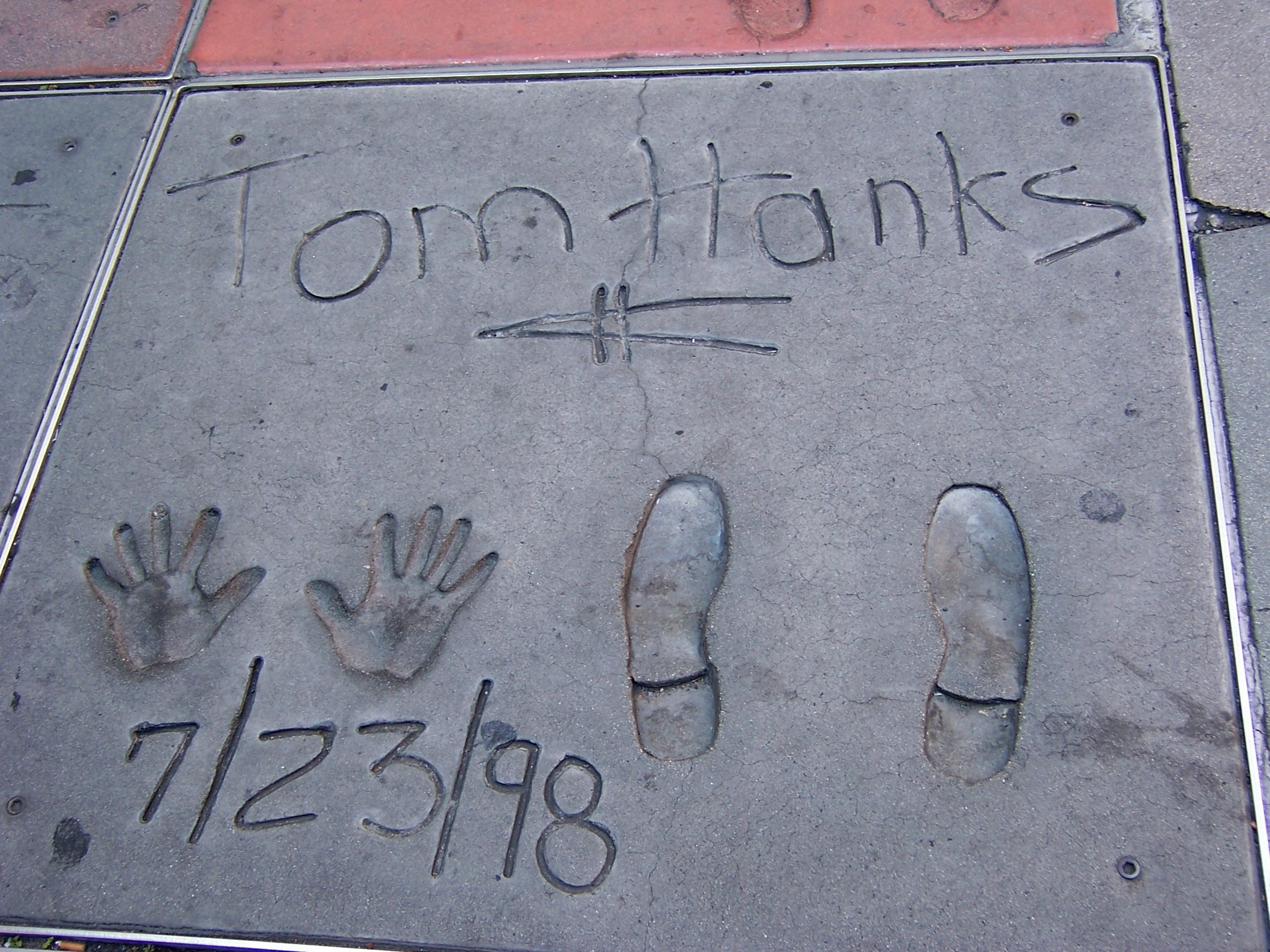
Impronte di Tom Hanks del 1998

## Descrizione
L'esterno del teatro è stato realizzato sulla base della pagoda cinese. Sulla parete anteriore dell'edificio è raffigurato un grande drago, mentre due cani ming sono posti ai lati dell'entrata principale; anche sui fianchi del tetto in rame ci sono delle piccole sagome di drago.

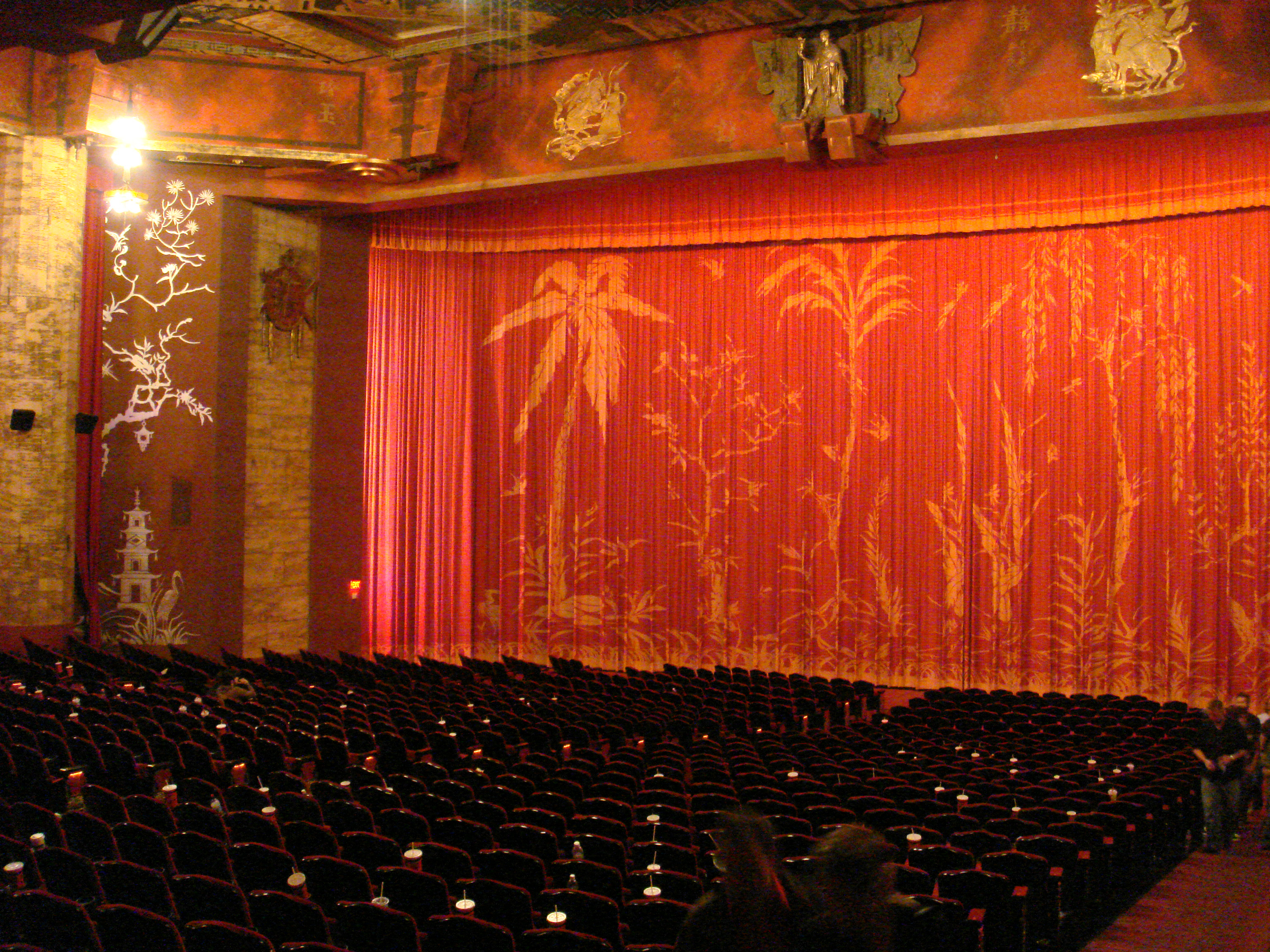
Interno del Chinese Theatre prima della conversione in IMAX
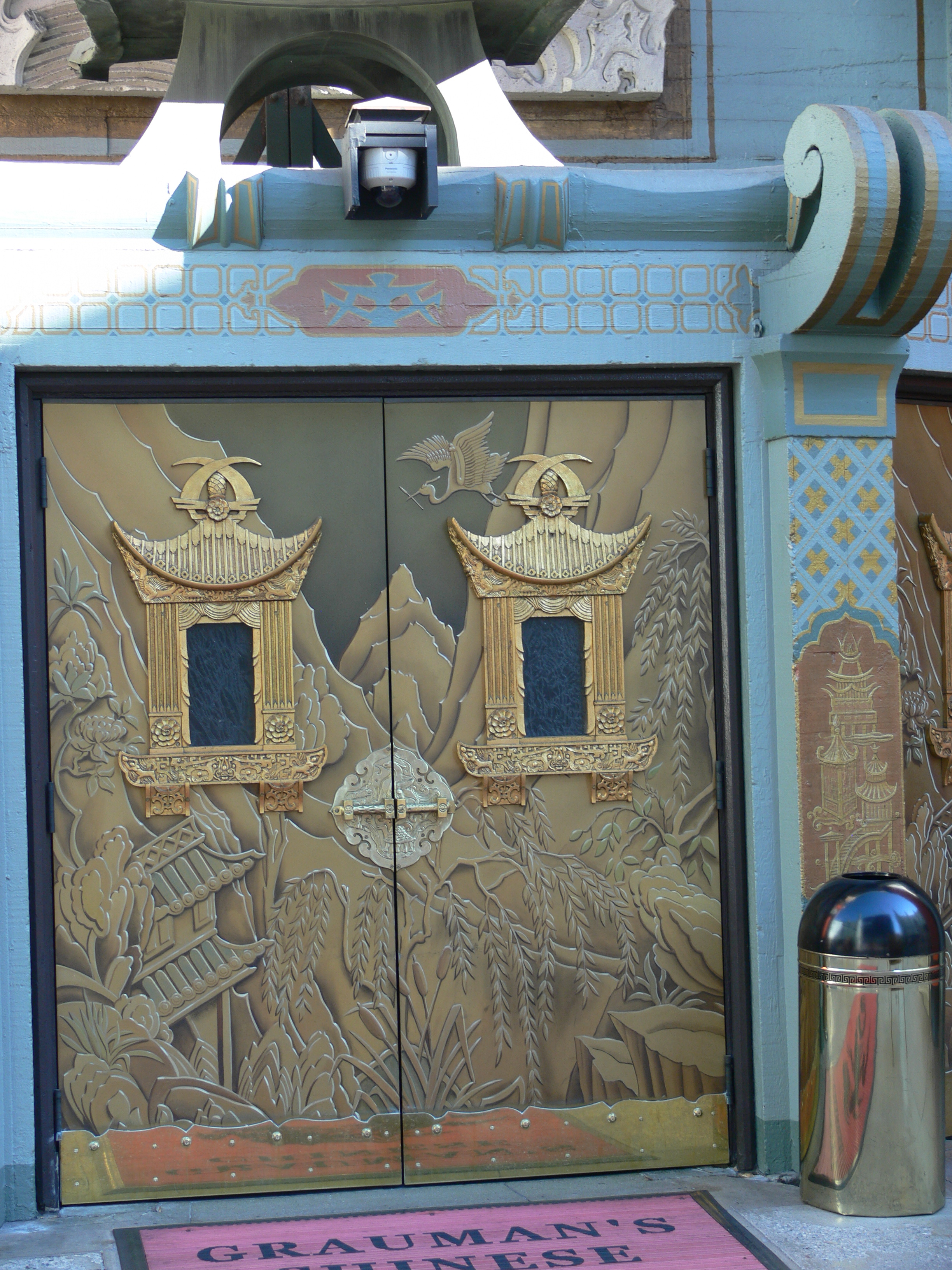
La porta del Chinese Theatre

## Conversione in IMAX
Nell'aprile 2013, i proprietari hanno annunciato l'intenzione di convertire il teatro originale per l'IMAX; i lavori sono iniziati il 1º maggio 2013 e sono durati 4 mesi. Con la conversione il TCL Chinese Theatre ha così ottenuto la più grande capienza al mondo per un teatro IMAX (932 posti a sedere), con uno schermo curvo (27 m × 14 m) che può essere mascherato per anteprime e per film non in IMAX. Tra le migliorie apportate per vedere al meglio il nuovo schermo più alto vi è la seduta delle poltrone che è stata organizzata per file a gradini, che scendono dal livello della strada al pavimento del primo piano interrato. Le pareti decorative e il soffitto sono rimaste inalterate, mentre il sipario esistente è stato esteso. Il teatro ha riaperto il 20 settembre 2013, con la versione IMAX 3D de Il mago di Oz.

## Citazioni
- Appare nel videogioco del 2013 Grand Theft Auto V (la cui città, Los Santos, è una parodia di Los Angeles) col nome Oriental Theatre.